# Љубиша Рајић
Љубиша Рајић (Београд, 4. април 1947 — Београд, 4. јун 2012) био је српски универзитетски професор скандинавских језика на Филолошком факултету, преводилац и академик.

## Биографија
Дипломирао је 1975. године скандинавске језике у Ослу, а магистратуру (1979) и докторат (1986) из опште лингвистике одбранио је на Филолошком факултету у Београду.
Оснивач је Катедре за скандинавистику где је радио све до своје смрти. За редовног професора изабран је тек у јесен 2010. године, иако је био члан Академије наука Норвешке. Између 2001. и 2004. био је професор по позиву на Високој школи у Ослу. Такође је предавао по позиву и на другим скандинавским универзитетима и високим школама.
Проф. Љубиша Рајић је објавио око 217 радова и чланака из области скандинавистике, опште лингвистике, науке о књижевности, интеркултурне комуникације, социологије, политикологије, проблема образовања, науке о превођењу и сл. Осмислио је важећи систем транскрипције са скандинавских језика, објављен у Правопису Матице српске 2010. године.
Једно време је радио у Центру за политику безбедности у Женеви, те као испитивач на стручном испиту за судске тумаче у Норвешкој и Шведској.
Био је инострани члан Академије наука Норвешке.
Рајић је био истакнути критичар политике Слободана Милошевића као и нове постпетооктобарске демократске власти.
Преминуо је у Београду 4. јуна 2012. године након дуге и тешке болести.

## Награде
За свој рад на ширењу скандинавске културе, Љубиша Рајић је награђен следећим одликовањима:
- Награда Фрит Орд фондације[2]
- Орден финске беле руже, Витез (Финска), за ширење финске културе[3]
- Орден северне звезде, Витез прве класе (Шведска), за ширење шведске културе[3]
- Краљевски норвешки орден за заслуге, Витез прве класе (Норвешка), за ширење норвешке културе.
- Медаља Светог Улава (Норвешка), за ширење норвешке културе.[3]

## Наслеђе
Награда "Љубиша Рајић" се додељује сваке две година 4. априла за Дан студената и дан рођења професора Рајића. Награда ће бити додељивана за први превод прозе и поезије са било ког језика.